# Ок-Хилл (Чилликоте)
Ок-Хилл (англ. Oak Hill) — это исторический бывший фермерский дом в южной части штата Огайо, США. Он расположен вдоль Дан-роуд в округе Росс и является одним из лучших образцов домов из песчаника в окрестностях города Чилликоте.

## История
Дом был построен Джорджем Уильямом Даном, уроженцем Шотландии, который поселился недалеко от города Чилликоте в 1838 году. Почти сразу после переселения он начал строительство своего собственного дома, которое было завершено через два года, в 1840 году. Большое двухэтажное здание было построено в федеральном архитектурном стиле, который представляет собой американскую версию британского стиля братьев Адамов.
В 1973 году дом был включен в Национальный реестр исторических мест благодаря его хорошо сохранившейся исторической архитектуре. Здание получило такое признание по нескольким причинам: массивные лиственные деревья на территории сохраняют чувство старины, экстерьер сохранился значительно лучше, чем у любого другого дома из песчаника того периода, интерьер сохраняет большую часть своего первоначального состояния, в том числе большое количество мебели, когда-то принадлежавшей предкам Джорджа Дана.